# GPT-3
GPT-3 (Generative Pre-trained Transformer 3) е съвременен езиков модел, разработен от OpenAI. Това е един от най-големите и мощни езикови модели, създавани някога, с над 175 милиарда параметъра.
GPT-3 е проектиран да генерира човешки текст чрез предвиждане на следващата дума в изречение или генериране на цяло изречение от дадена подкана. Той е предварително обучен върху огромно количество текстови данни, което му позволява да генерира съгласувани и контекстуално подходящи отговори на голямо разнообразие от подкани.
Впечатляващата производителност на модела води до използването му в широк набор от приложения, включително чатботове, езиков превод, създаване на съдържание и дори програмиране. Способността на GPT-3 да генерира човешки текст поражда опасения относно потенциалната злоупотреба с генерирано от изкуствен интелект съдържание, но също така има потенциала да преобърне начина, по който взаимодействаме с технологиите и комуникираме помежду си.